# 7th Century Before Birth
Pour plus de détails, voir Fiche technique et Distribution.
7th Century Before Birth est un film documentaire dramatique égypto-espagnol réalisé par Moustafa Nouraldeen, sorti au cinéma en 2017,,,.

## Synopsis
Le documentaire raconte l'histoire d'Anwar el-Kamony, un joueur de tennis égyptien atteint d'une aplasie médullaire.

## Fiche technique
- Titre : 7th Century Before Birth[5]
- Réalisation : Moustafa Nouraldeen
- Pays de production :  Égypte  Espagne
- Langue originale : anglais
- Genre : Documentaire
- Durée : 55 minutes
- Dates de sortie : 2017[6],[7]

## Autour du film
Le documentaire raconte l'histoire du joueur de tennis égyptien Anwar el-Kamony. Lors de son deuxième tournoi international en Macédoine en 2006, Anwar s'effondre sur le court de tennis. Après un bilan de santé, les médecins lui diagnostiquent une aplasie médullaire. Il va subir une greffe de moelle osseuse et luttera 7 ans contre la maladie. Malgré toutes les mises en garde des médecins, Anwar se bat pour revenir sur les courts de tennis. Il devient ainsi le premier joueur au monde qui retourne au niveau professionnel après une opération de greffe de moelle osseuse. Il deviendra un modèle de détermination pour toutes les personnes atteintes par un cancer. 
Anwar a interprété toutes les scènes dramatiques filmées dans des lieux réels,,,,,.

## Distinctions
- Nomination du Prix, lors du Festival international du film d'Alexandrie, 2017[14],[15],[16],[17].